# Анеруд Џугнаут
Права титула Сер Анеруд Џугнаут (अनिरुद्घ जगन्नाथ) (29. март 1930 — 3. јун 2021) био је председник, премијер, министар одбране и унутрашњих послова Маурицијуса. Три пута је био на функцији премијера.
Џугнаут, који је индијског порекла, био је председник од 2003. до 2012, а претходно је био премијер Маурицијуса од 1982. до 1995. и поново од 2000. до 2003.
Такође је био и премијер од 26. маја 2016. до 23. јануара 2017. године.